# Districtul Berchtesgadener Land
Districtul Berchtesgadener Land este un district rural (germană: Landkreis) din regiunea administrativă Bavaria Superioară, landul Bavaria, Germania.

## Orașe și comune
| orașe 1. Bad Reichenhall (17.048) 2. Freilassing (15.813) 3. Laufen (Salzach) (6.678) comune (târg) 1. Berchtesgaden (7.752) 2. Marktschellenberg (1.793) 3. Teisendorf (9.088) | comune 1. Ainring (10.010) 2. Anger (4.346) 3. Bayerisch Gmain (2.944) 4. Bischofswiesen (7.486) 5. Piding (5.362) 6. Ramsau b.Berchtesgaden (1.774) 7. Saaldorf-Surheim (5.357) 8. Schneizlreuth (1.481) 9. Schönau a.Königssee (5.394) |